# Ophiopogon lushuiensis
Ophiopogon lushuiensis är en sparrisväxtart som beskrevs av Sing Chi Chen. Ophiopogon lushuiensis ingår i släktet Ophiopogon och familjen sparrisväxter. Inga underarter finns listade i Catalogue of Life.